# Jorge Nelson Ramírez
Jorge Nelson Ramírez Cardozo (Iñapari, 22 dicembre 1955) è un ex calciatore peruviano, di ruolo difensore.

## Carriera

### Club
Ha sempre giocato nel campionato peruviano, che ha anche vinto nel 1981.

### Nazionale
Con la maglia della nazionale ha collezionato 12 presenze e la convocazione per la Copa América 1983.

## Palmarès

### Club

#### Competizioni nazionali
- Campionato peruviano: 1

Melgar: 1981